# داريوس دوديك
داريوس دوديك (بالبولندية: Dariusz Dudek)‏ هو لاعب كرة قدم ومدرب كرة قدم بولندي في مركز الدفاع، ولد في 8 أبريل 1975 في Knurów ‏ في بولندا. لعب مع ليغيا وارسو وويدزي لودز.

## وصلات خارجية
- داريوس دوديك على موقع قاعدة بيانات كرة القدم.إي يو (الإنجليزية)
- داريوس دوديك على موقع عالم كرة القدم.نت (الإنجليزية)